# سوزان جانيت كارلاند
سوزان جانيت كارلاند (بالإنجليزية: Susan Janet Carland)‏ أكاديمة أسترالية ومؤلفة، اشتهرت سوزان بوجودها الإعلامي المستمر متحدثةً عن تخصصها الأكاديمي للمرأة في الإسلام.
تعلّمت كارلاند دراسات النوع الاجتماعي والسياسة وعلم الاجتماع في جامعة موناش ، مع تركيزها على النساء المسلمات والإسلام في أستراليا. وهي عضوة مؤسسة ومقدمة للبرنامج التلفزيوني الكوميدي SBS.
تعتبر كارلاند عضوة ناشطة في المجلس الإسلامي في فيكتوريا، وقد ظهرت مرات عديدة في البرامج الحوارية التلفزيونية والإذاعية الأسترالية، وعادة ما تقدم وجهة نظر إسلامية.
ظهرت كارلاند في مهرجان بريزبان للكتاب عام 2017.

## في بداية حياتها
نشأت كارلاند في فورست هيل في ضواحي ملبورن الشرقية. وحضرت المدارس العامة. وقد ذكرت أن واحدة من أنشطتها الترفيهية المفضلة في مرحلة الطفولة كانت الباليه ، والتي كانت تمارسها من سن السابعة.

## عملها
أكملت كارلاند بكالوريوس الآداب والعلوم في جامعة موناش. كما حصلت على شهادة الدكتوراه من جامعة موناش في عام 2015 ، والتي ركزت على النساء المسلمات في محاربة التمييز ضد المرأة من داخل تقاليد دياناتهم ومجتمعاتهم.

## حياتها الشخصية
أصبحت كارلاند مسلمة حيث تحولت من المسيحية في سن التاسعة عشرة. وهي متزوجة من الكاتب والإعلامي وليد علي ولديهم ابنة وابن.

## من أعمالها
- كارلاند، سوزان (2017). المرأة والإيمان والنزعة الجنسية. مطبعة جامعة ملبورن.[8]

## وصلات خارجية
- Susan Carland على تويتر.